# 思韋茨冰川
思韋茨冰川（英語：Thwaites Glacier）又稱思韦茨冰架，是南極洲的冰川，位於瑪麗伯德地的沃爾格林海岸，最終注入阿蒙森海。1967年，該冰川以威斯康辛大學麥迪遜分校的地質學家命名，現時由南極條約體系管理。規模宏大，而在全球暖化的背景下，被認為可能對海平面上升帶來重大影響，故又被稱為末日冰川 （英語：Doomsday Glacier）。
2023年2月15日，自然杂志表示，根據2019年底至2020年初的實地調查，思韦茨冰架的总体融化速度低于预期。但因为温暖海水的入侵，一些延伸到冰层中的裂缝和阶地正在快速融化，而且冰层的接地区首次浮出水面。